# Тавацано (Лоди)
Тавацано је насеље у Италији у округу Лоди, региону Ломбардија.
Према процени из 2011. у насељу је живело 5183 становника. Насеље се налази на надморској висини од 84 м.